# Kalach (Vorónezh)
Kalach (ruso: Кала́ч) es una ciudad rusa, capital del raión homónimo en la óblast de Vorónezh.
En 2021, el territorio de la ciudad tenía una población de 18 102 habitantes, de los cuales 17 624 vivían en la propia ciudad y el resto repartidos en siete pedanías, todas ellas jutorá: Garankin, Griniov, Zalesni, Krutói, Nikólenkov, Rybkin y Serezhenkov.
Se ubica unos 190 km al suroeste de Vorónezh, en la confluencia de los ríos Podgórnaya y Toluchéyevka. Junto con los vecinos pueblos de Zabrody y Prígorodni, ubicados inmediatamente al sur, forma una conurbación de casi treinta mil habitantes.

## Historia
Durante siglos fue una zona habitada por nómadas, en la que en 1571 se organizó un puesto de guardia pública permanente. La actual localidad fue fundada en 1716 como una slobodá de la Ucrania Libre, y sus primeros habitantes fueron ucranianos, tanto campesinos libres de los alrededores como cosacos de Ostrogozhsk. Aunque a mediados del siglo XIX ya superaba los diez mil habitantes, su economía seguía basándose principalmente en la agricultura y ganadería. Se desarrolló como un núcleo comercial e industrial a partir de 1896, cuando se abrió aquí una estación de ferrocarril. En 1919 pasó a ser capital de su propio uyezd, aunque la Unión Soviética no le reconoció el estatus de ciudad hasta 1945.